# Ciénaga Doña María
La Ciénaga Doña María es una laguna ribereña ubicada al norte  en Colombia, en el departamento del Cesar.
La Ciénaga Doña María se encuentra a 37 metros sobre el nivel del mar, cubre 13,6 kilómetros cuadrados, con 5,2 km de norte a sur y 6,1 km de este a oeste.

## Etimología

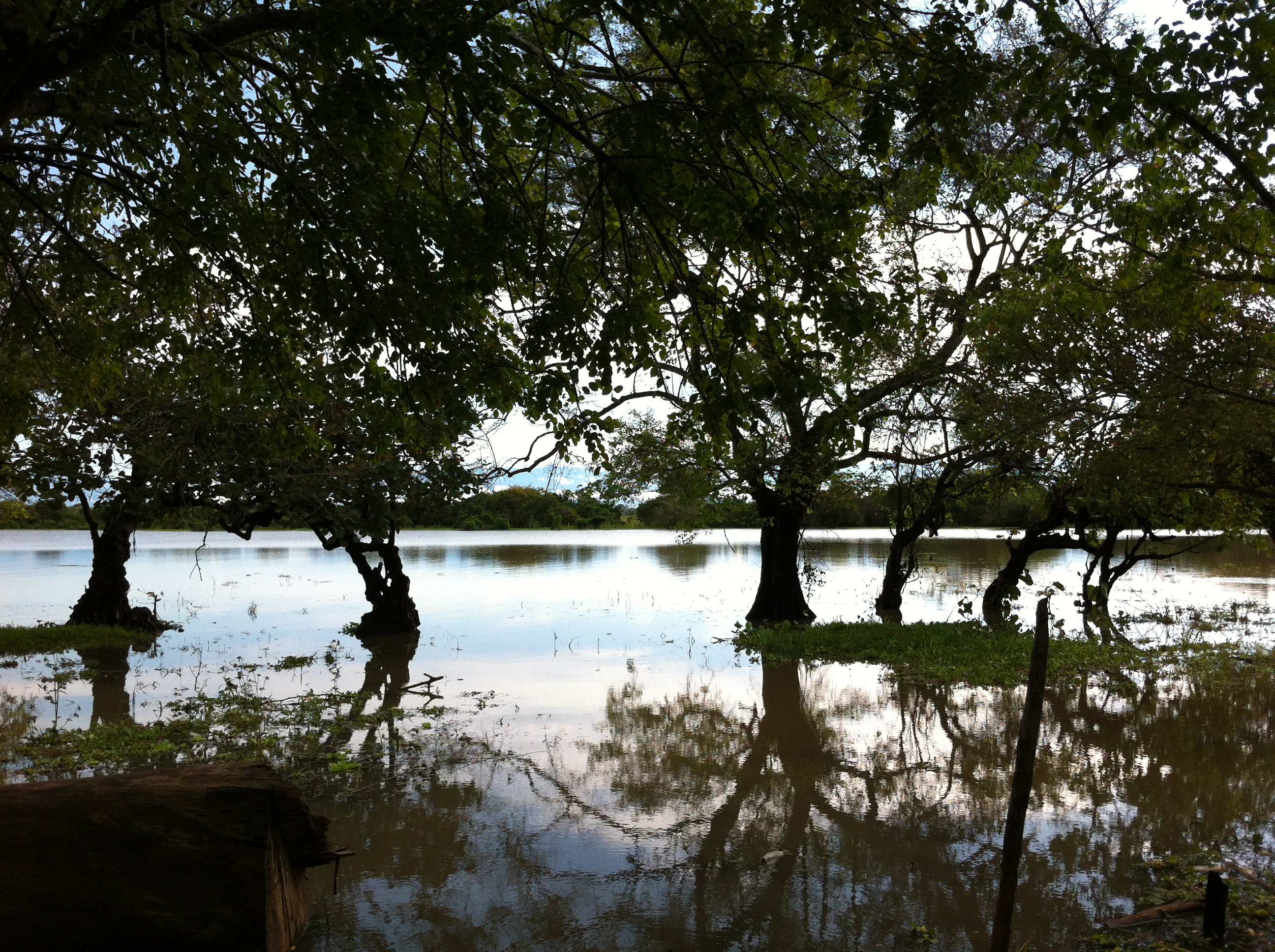
Corregimiento de Barranca de Lebrija a orillas del río Lebrija (Municipio de Aguachica).

La ciénaga Doña María lleva el nombre de María Téllez Blanco Girón, esposa del encomendero Antón García de Bonilla, ciénaga que sirvió de entretenimiento a doña María; su radio de acción cubrió desde Ocaña hasta las márgenes del río Lebrija. Esta ciénaga se ha venido llamando desde entonces, Ciénaga de Doña María o Ciénaga de Patiño.

## Geografía
Se caracteriza por ser una planicie que incluye un sistema de ciénagas interconectadas por caños, y comunicada con el río Lebrija; ubicada en el corregimiento Puerto Patiño, del municipio de Aguachica. En la Ciénaga Doña María se encuentran entre otros, los siguientes elementos de la naturaleza:
•	Caños El Cejudo, El Deseo y Santa Lucia.
•	Quebradas Las Guaduas y Tisquirama.
•	Ciénagas de Polo y Moroccoy.
•	Punta de La Parra y Punta Los Mamones.

## Flora y fauna
Resalta la biodiversidad de flora y fauna, asociada a la cuenca que ha sido resiliente durante años.